# Les Montils
Les Montils ist eine französische Gemeinde mit 1.925 Einwohnern (Stand: 1. Januar 2022) im Département Loir-et-Cher in der Region Centre-Val de Loire; sie gehört zum Arrondissement Blois und zum Kanton Blois-3. Die Einwohner werden Montilois genannt.

## Geographie
Die Gemeinde Les Montils liegt in der Seenlandschaft Sologne, etwa zehn Kilometer südsüdwestlich von Blois an der Mündung des Flusses Bièvre in den Beuvron. Umgeben wird Les Montils von den Nachbargemeinden Chailles im Norden, Seur im Osten, Le Controis-en-Sologne im Südosten und Süden, Monthou-sur-Bièvre im Süden, Valaire im Südwesten sowie Candé-sur-Beuvron im Westen und Nordwesten.

## Bevölkerungsentwicklung
| Jahr                       | 1962 | 1968 | 1975 | 1982 | 1990 | 1999 | 2006 | 2013 | 2021 |
| Einwohner                  | 707  | 717  | 808  | 1046 | 1196 | 1436 | 1618 | 1905 | 1904 |
| Quellen: Cassini und INSEE |      |      |      |      |      |      |      |      |      |

## Sehenswürdigkeiten
- Kirche Sainte-Madeleine
- frühere Burganlage, heute nur noch mit einem ruinösen Turm repräsentiert, Turm Monument historique seit 1986, Torbogen seit 1930
- Schloss Frileuse
- Wassermühle Rouillon
- Volkssternwarte
- Wasserturm

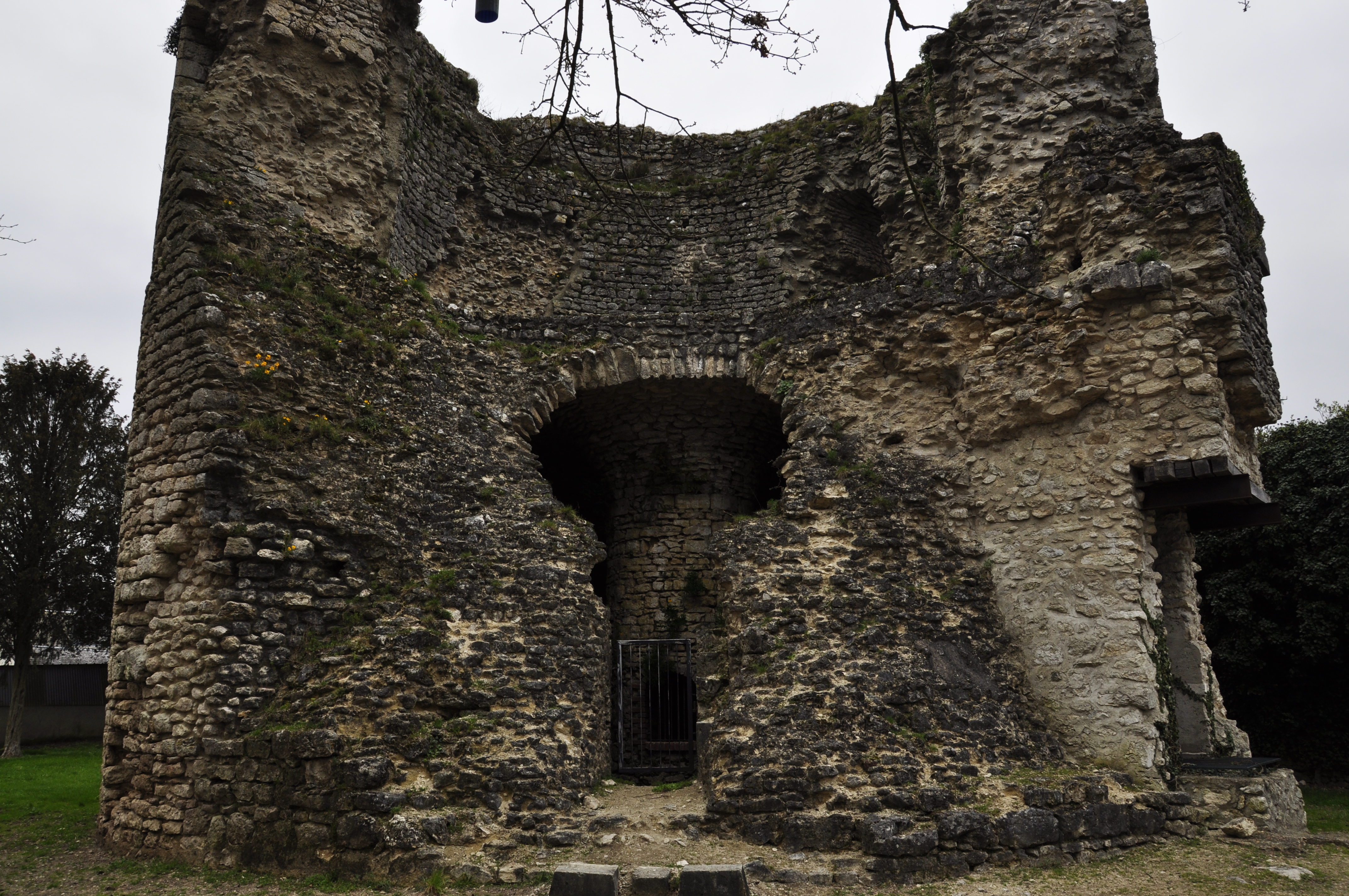
Turmruine
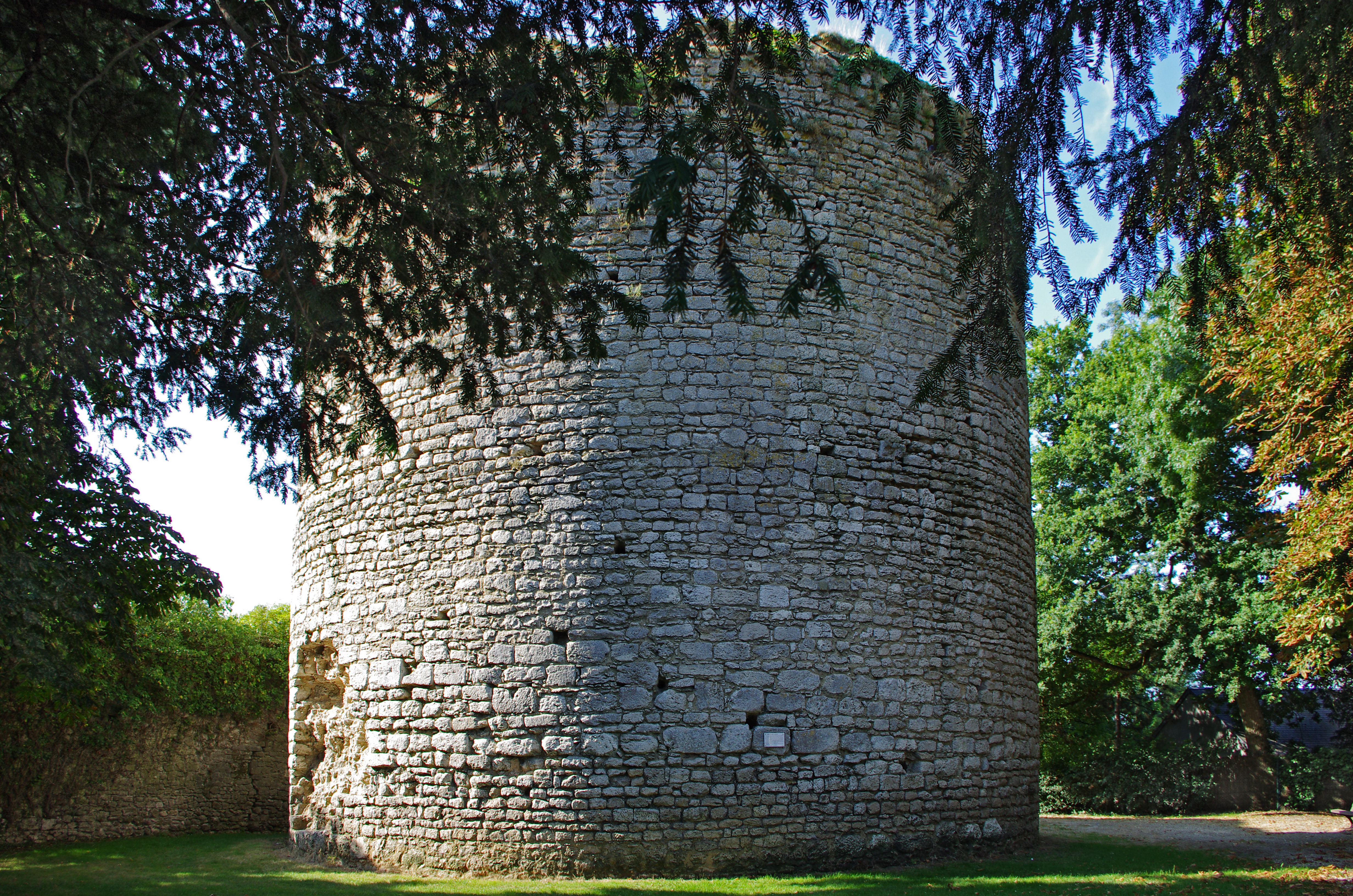
Donjon der ehemaligen Burg
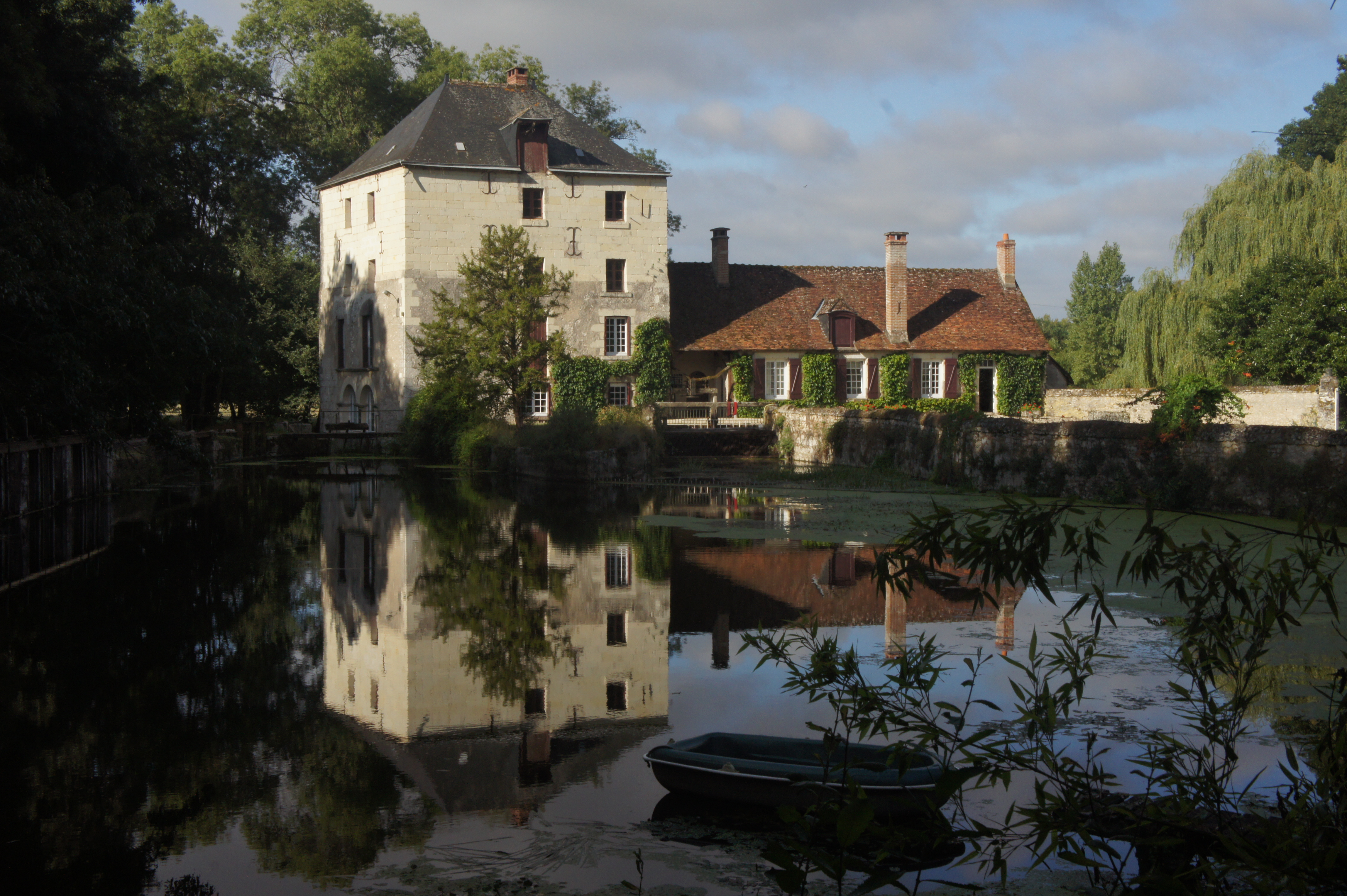
Wassermühle
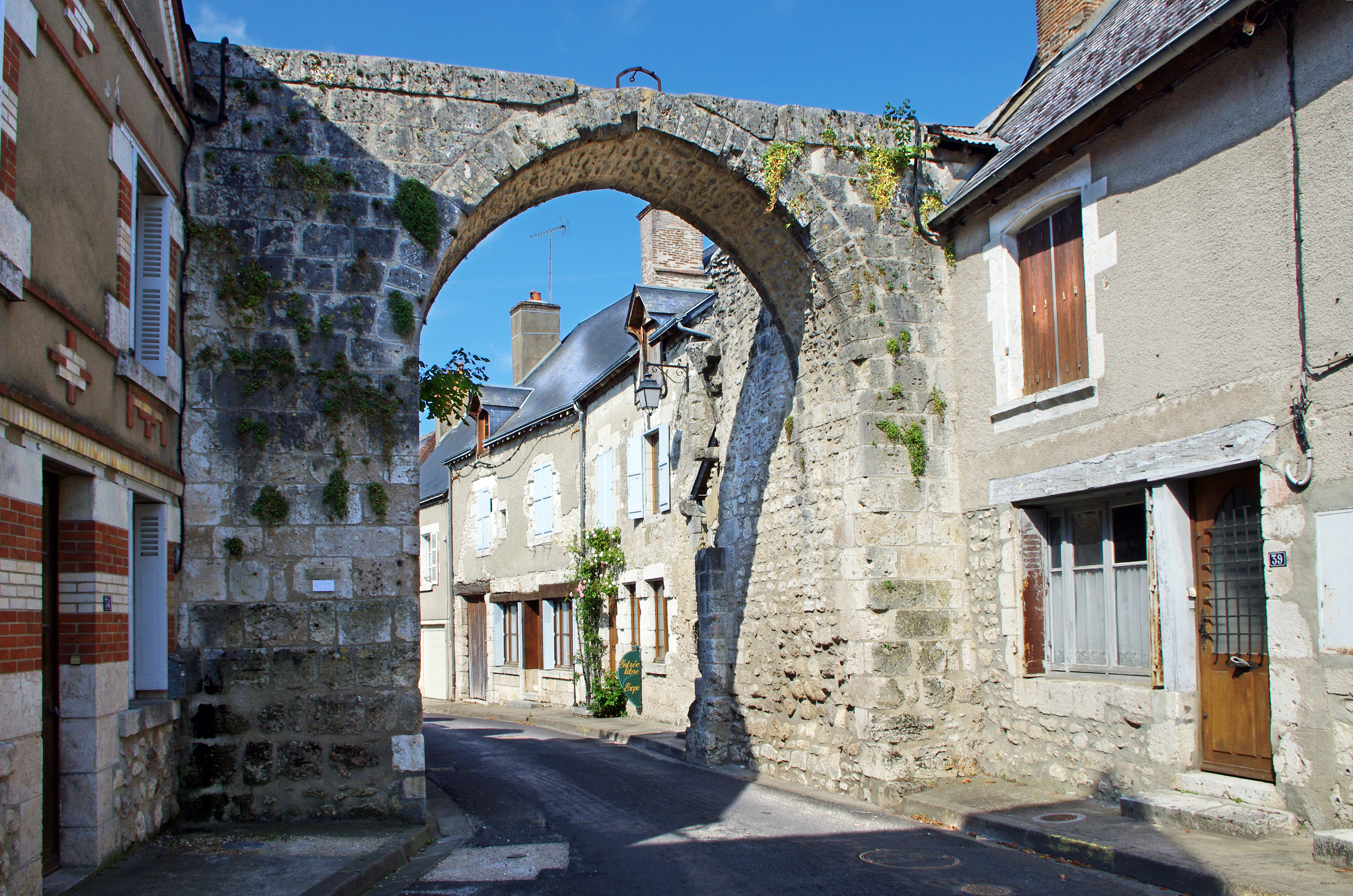
Mittelalterliches Tor
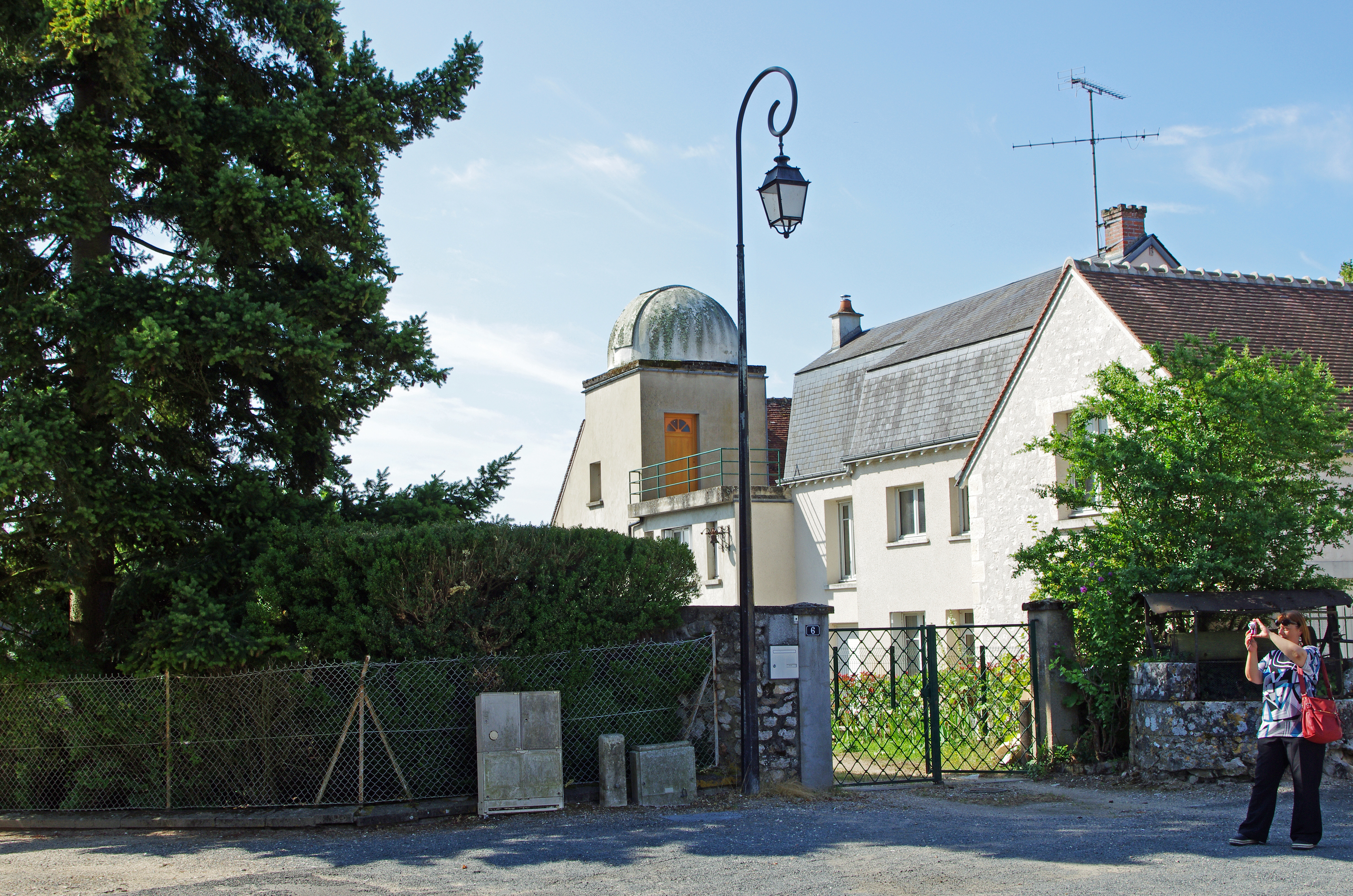
Volkssternwarte

## Wirtschaft
Die in Les Montils produzierten Weine gehören zum Weinbaulage Cheverny im Osten des Weinbaugebietes Touraine-Amboise.

## Gemeindepartnerschaft
Mit der belgischen Gemeinde Olne in Wallonien besteht seit 2004 eine Partnerschaft.